# Flos astrophila
Flos astrophila är en fjärilsart som beskrevs av Lambertus Johannes Toxopeus 1929. Flos astrophila ingår i släktet Flos och familjen juvelvingar. Inga underarter finns listade i Catalogue of Life.